# The Power Station
The Power Station was een grotendeels Britse band met Amerikaanse rock-invloeden, gevormd eind 1984. 

## Geschiedenis
De groep bestond uit zanger Robert Palmer, bassist John Taylor, gitarist Andy Taylor (beiden Duran Duran) en Chic-drummer Tony Thompson. Een ander Chic-lid dat bij dit project betrokken was, was Bernard Edwards, die voor de productie tekende voor het album genaamd "The Power Station" (EMI 1985).
De groep dankt haar naam aan de New Yorkse opnamestudio "The Power Station" waar het gehele album is opgenomen. 
De groep had in Nederland 1 hitsingle getiteld "Some Like It Hot" in maart 1985, welke op vrijdag 8 maart 1985 was verkozen tot Veronica Alarmschijf op Hilversum 3. De plaat bereikte de dertiende positie in de Nederlandse Top 40, de 9e positie in de Nationale Hitparade en de 11e positie in de TROS Top 50. In de Europese hitlijst op Hilversum 3, de TROS Europarade, werd de 16e positie bereikt. Een tweede single, een cover van de T. Rex-hit "Get It On", kwam in de Amerikaanse Billboard Hot 100 in de top 10 terecht.
Zanger Robert Palmer bleef na dit project samenwerken met producer Bernard Edwards voor zijn album "Riptide" dat vooral in de Verenigde Staten een enorme hit werd dankzij het nummer "Addicted to Love" dat daar de nummer 1-positie bereikte en waarvoor hij ook een Grammy Award in ontvangst mocht nemen. 
Na het succes van het debuutalbum ging de band op tournee; enkele dagen voor de start trok Robert Palmer zich echter terug. Met Michael Des Barres als vervanger trad de groep onder andere op tijdens het Live Aid-concert in Philadelphia. In 1996 komt de groep nogmaals bij elkaar om een tweede album op te nemen, getiteld Living in Fear (Chrysalis 1996) op. Nu is het John Taylor die tijdens de opnames uit de band stapt. Zijn plaats wordt ingenomen door producer/bassist Bernard Edwards, die kort na het verschijnen van het album overlijdt. De overige bandleden treden daarna veelvuldig op, zonder overigens het succes uit de jaren 80 te evenaren. In 2003 overlijden zowel zanger Robert Palmer als drummer Tony Thompson.

## Discografie

### Albums
| Album met eventuele hitnotering(en) in de Nederlandse Album Top 100 | Datum van verschijnen | Datum van binnenkomst | Hoogste positie | Aantal weken | Opmerkingen   |
| ------------------------------------------------------------------- | --------------------- | --------------------- | --------------- | ------------ | ------------- |
| The Power Station                                                   | 1985                  | 06-04-1985            | 22              | 13           |               |
| Living in fear                                                      | 1996                  | -                     |                 |              |               |
| The best of                                                         | 2002                  | -                     |                 |              | Verzamelalbum |

### Singles
| Single met eventuele hitnotering(en) in de Nederlandse Top 40 | Datum van verschijnen | Datum van binnenkomst | Hoogste positie | Aantal weken | Opmerkingen                           |
| ------------------------------------------------------------- | --------------------- | --------------------- | --------------- | ------------ | ------------------------------------- |
| Some like it hot                                              | 1985                  | 16-03-1985            | 13              | 8            | Alarmschijf / #9 in de Single Top 100 |

Het nummer We Fight For Love werd gebruikt in de slotscène van de film Commando uit 1985.

### NPO Radio 2 Top 2000
Van The Power Station stond alleen Some Like It Hot in 2000 in de NPO Radio 2 Top 2000, op plek 1797.